# 镰鱼属
镰鱼属（学名：Zanclus）为镰鱼科的一属鱼类。

## 下属物种
本属包括以下物种：
- 角镰鱼 Zanclus cornutus (Linnaeus, 1758)